# Motte Haidenschloss

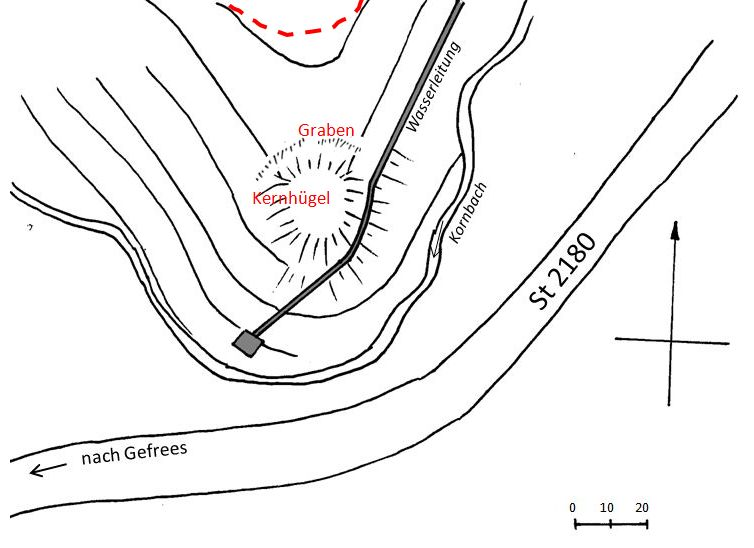
Grundriss des Burgstalls, 2011

Das Haidenschloss, auch als Burgstall Rauschenberg bezeichnet, ist ein Burgstall am Fuße des Rauschenbergs bei Gefrees im Landkreis Bayreuth in Oberfranken. Der Burgstall ist frei zugänglich.

## Geographische Lage
Der Burgstall der Höhenburg vom Typus einer Turmhügelburg (Motte) befindet sich auf dem südlichen Vorsprung am Fuße des Rauschenbergs in der Flur „Unterer Wasserfall“, Gemarkung Wundenbach, in 565 m ü. NHN. Eingegrenzt wird der Bergsporn vom Lauf des Kornbaches.

## Beschreibung
Auf dem Bergsporn lässt sich ein etwa 20 × 25 Meter großer, leicht ovaler abgeflachter Kernhügel erkennen, mit einem direkt angrenzenden und bis zu vier Meter breiten Graben zur Bergseite hin. Er macht den Eindruck, als ginge er ursprünglich als Ringgraben mit Gefälle um die gesamte Bergnase herum. Durch den Bau der heutigen Wasserleitung sind einige Spuren zerstört. 

## Geschichte
Zu dieser Motte fehlen urkundliche Belege. Im Landbuch von Berneck, Gefrees und Goldkronach von 1536 befindet sich der einzige Hinweis: „… am Weg hinauf bis an den Galgen- und Kornberg hinten hinab gegen den Haidenschloß …“ Es wird davon ausgegangen, dass die Anlage zu diesem Zeitpunkt bereits aufgelassen war.

## Siedlungsumfeld
Die Stadt Gefrees liegt etwa 1,5 Kilometer entfernt und der Ort Neuenreuth einen Kilometer. Es ist kein direkter Siedlungsbezug erkennbar. Die Altstraße nach Böhmen liegt etwa 600 Meter nördlich ohne Sichtkontakt.

## Politische Situation
Gegen Mitte des 12. Jahrhunderts wurde unter den Herren von Waldstein der Landesausbau aus östlicher Richtung in das Quellgebiet der Eger vorangetrieben. Es war auch der Zeitraum, in dem sich der Einflussbereich der andechs-meranischen Grafen vom Südwesten her durch Übernahme walpotischer Besitzgruppen bis in das Fichtelgebirge hinein ausbreitete. Das Haidenschloss liegt in diesem Grenzbereich. Ab Mitte des 14. Jahrhunderts gelangte das Gebiet an die Burggrafen von Nürnberg.

## Nachweis
Das Bayerische Landesamt für Denkmalpflege hat diese Motte in der bayerischen Denkmalliste unter der Nummer D-4-5936-0008 als Bodendenkmal registriert.